# Baatar
Das Wort Baatar (mongolisch баатар, Held) bezeichnet ein Charakterkonzept der alten Turkvölker und Mongolen für Menschen, welche außergewöhnlichen Mut, Furchtlosigkeit und Entschlossenheit zeigen. Der Titel tauchte zum ersten Mal in den Annalen der chinesischen Sui-Dynastie auf und wird für Personen im Zweiten Türk-Kaganat sowie bei den Bulgaren und im Ersten Bulgarischen Reich attestiert. Heute ist es ein häufiger Namensbestandteil. Darunter der folgenden:

## Personen
- Damdiny Süchbaatar, Revolutionsheld der Mongolei
- Tonyukuk, politischer und militärischer Berater des 2. Göktürkenreiches
- Süchbaataryn Jandschmaa, seine Frau, spätere Witwe, und das erste weibliche Staatsoberhaupt der Mongolei
- Churel-Baataryn Chasch-Erdene, ein mongolischer olympischer Langläufer
- Bajaraagiin Naranbaatar, ein mongolischer olympischer Ringkämpfer
- Tschoisürengiin Baatar, der mongolische Botschafter bei den Vereinten Nationen seit 2003
- Jandschingiin Baatar (* 1940), mongolischer Radsportler

## Geographische Orte
- Ulaanbaatar, die Hauptstadt der Mongolei
- Süchbaatar, mehrere nach Damdin Süchbaatar benannte Orte

## Tiere
- Albionbaataridae, eine ausgestorbene Säugetierfamilie in England
  - Albionbaatar und Proalbionbaatar, deren Gattungen
- Arginbaataridae, eine ausgestorbene Säugetierfamilie in der Mongolei
  - Arginbaatar, deren einzige Gattung
- Sloanbaataridae, eine ausgestorbene Säugetierfamilie in der Mongolei
  - Sloanbaatar, Kamptobaatar, Nessovbaatar, deren Gattungen
- Ctenacodon (Plagiaulacidae), ein ausgestorbenes Säugetier Ctenacodon brentbaatar in Nordamerika
- Kryptobaatar, ein ausgestorbenes Säugetier in Zentralasien (auch Gobibaatar, Tugrigbaatar)
- Tarbosaurus, als Falschschreibung, der ausgestorbene Dinosaurier Tarbosaurus bataar